# Leveringsrobot
En leveringsrobot er en autonom robot, der leverer goder til forbrugerne fra et transportknudepunkt. Det kunne være fra en restaurant til en sulten borger, eller fra en hotel lobby til et værelse. Robotterne kan blive fjernstyret i situationer hvor robotterne ikke selv kan komme videre eller hvis de sidder fast. Leveringsrobotter kan bruges til mange forskellige ting, såsom madlevering, pakkelevering, hospitalslevering og roomservice.

## Anvendelse

### Madlevering
Udrulning af fødevareleveringsrobotter skete i mindre skala før COVID-19-pandemien.  I januar 2019 var der nogle implementeringer af robotter på universitetscampusser i USA. George Mason University blev det første universitetscampus, der fik inkorporeret on-demand madleveringer med robotter, som en del af sin madplan, med en samlet robotflåde på 25 robotter fra Starship Technologies.  Efterhånden som pandemien fortsatte, steg efterspørgslen af fødevareleverancer markant. Dette fik også efterspørgslen af fødevareleveringsrobotter på universitetscampusser til at stige.  Starship og andre virksomheder som Kiwibot udrullede hundredvis af madleveringsrobotter til adskillige universitetscampusser i USA og Storbritannien. Nogle madleverings firmaer har også udrullet leveringsrobotter på deres platforme. For eksempel samarbejdede Grubhub med Yandex for at levere fødevare på colleger. Der er dog nogle begrænsninger ved at bruge robotter til levering af mad bl.a. manglende evne til at imødekomme særlige leveringsanmodninger, såsom at lade maden stå ved døren og manglende evne til at navigere i vanskeligt terræn. Derfor kan det blive nødvendigt, at en fjernoperatør fjernstyre robotterne og navigere rundt om forhindringer for dem. 

### Levering af dagligvarer
I april 2018 lancerede Starship Technologies sin dagligvareleveringsservice i Milton Keynes, England, i samarbejde med supermarkedskæderne Co-op og Tesco.  I november 2020, sagde Starship Technologies, at Milton Keynes havde "verdens største autonome robotflåde". 
I begyndelsen af 2022 blev Nourish + Bloom åbnet, den første afroamerikanskejet autonome købmandsbutik i verden. Den nye butik behandler transaktioner ved hjælp af computervisionsudstyr i tandem med en kunstig intelligens-baseret stemme- og gestusteknologi. Nourish + Bloom tilbyder leveringsservice ved hjælp af robotkøretøjer leveret af Daxbot.  Denne startup, der ligger i Philomath, Oregon, og samler investeringer gennem en crowdfunding-kampagne, har udviklet en enhed, der kan rejse op til 10 mil(16 km) med en hastighed på 4 mph(6,5 km/t) og har et temperaturkontrolleret lastrum. 

### Pakke levering
I januar 2019 lancerede Amazon en eksperimentel leveringstjeneste til at levere små pakker til deres Amazon Prime kunder ved hjælp af Amazon's leveringsrobotter kaldet Amazon Scout. eksperimentet blev udført i Seattle regionen og blev senere udvidet til Irvine California, Atlanta og Franklin i Tennessee.  I 2021, efter testen af pakkeleveringsrobotter var færdiggjort i de 4 amerikanske byer, oprettede Amazon et nyt udviklingscenter i Finland for at gøre yderligere fremskridt inden for teknologien så deres robotter bedre kan håndtere virkelighedsnær navigation. 

### Hospitalslevering
Leveringsrobotter kan udføre flere sæt af opgaver i hospitalsmiljøer for at formindske driftsomkostningerne. Det første sæt af opgaver er levering af mad, medicinske prøver og medicin. Med flere sensorer kan leveringsrobotterne navigere rundt i hospitalerne. De har også et elektronisk signal, der kan kontakte elevatorer så de kan arbejde på flere etager. Af sikkerhedshensyn er nogle leveringsrobotter udstyret med koder og en biometrisk fingeraftryksscanning for at forhindre uautoriseret adgang til indholdet inde i robotterne. Pr.  2019 var der mere end 150 hospitaler i USA og flere andre steder, der har indsat leveringsrobotter. Det andet sæt af opgaver er at levere snavsede linnedvogne og medicinsk affald. Disse kræver tunge og stærke leveringsrobotter, da vægtene robotter skal bære kan være flere hundrede kilo.  
I Israel bruger Sheba Medical Center leveringsrobotter til at transportere kemoterapilægemidler, der er udarbejdet af apoteksafdelingen, direkte til sygeplejerskerne for at reducere ventetiden. 

### Roomservice
I slutningen af 2014 blev en roomservicerobot ved navn Relay introduceret af robotvirksomheden, Savioke. Når hotellets personale modtog en ordre fra en gæst, satte personalet genstande i Relay, og robotten leverede genstande til gæstens værelse. I 2016 blev flåder af Relayrobotter indsat på fem store hotelkæder.  I august 2017 introducerede M Social hotelet i Singapore roomservicerobotter ved navn AURA for at hjælpe personalet med opgaver som levering af flaskevand og håndklæder til værelserne.

## Virksomheder

### Fortovsrobotter
En række virksomheder bruger aktivt små robotter til at udføre den sidste kilometers vejs levering af små pakker såsom mad og dagligvarer blot ved at bruge fodgængerområderne på vejen og køre med en hastighed, der kan sammenlignes med et hurtigt gangtempo, virksomheder, der aktivt leverer bl.a.
- Starship Technologies - Pr. januar 2021 har leveret over en million leverancer. [13]
- Amazon Scout

### Droner
- Zipline - fastvingede UAV'er, der leverer medicin og blodforsyninger via faldskærm; Pr. juni 2022 havde de foretaget 325.000 leverancer.

### Hyundai Motor Group
Den 13. december 2022 udviklede Hyundai Motor Group en leveringsrobot baseret på elektrificering og autonom kørselsteknologi. Den har et plug-and-drive-modul med autonom kørselsteknologi til at finde en optimeret rute til levering af varer.

## Menneskelig interaktion
Da de er autonome, interagerer leveringsrobotterne primært med den brede offentlighed uden hjælp fra en menneskelig operatør. Robotterne har haft både positive og negative møder offentligheden.  Leveringsrobotproducenten Starship Technologies har rapporteret, at folk sparker deres robotter.  Langt de fleste menneskelige interaktioner er dog positive, og mange mennesker har antropomorfiseret robotterne på grund af deres udseende.  Dette har ført til møder, hvor folk føler en følelse af omsorg for robotterne, hjælper robotterne, når de sidder fast, bekymrer sig for robotterne på deres rejser eller roser eller takker robotter for deres leveringsservice. 